# Hubert Vos (kunstschilder)

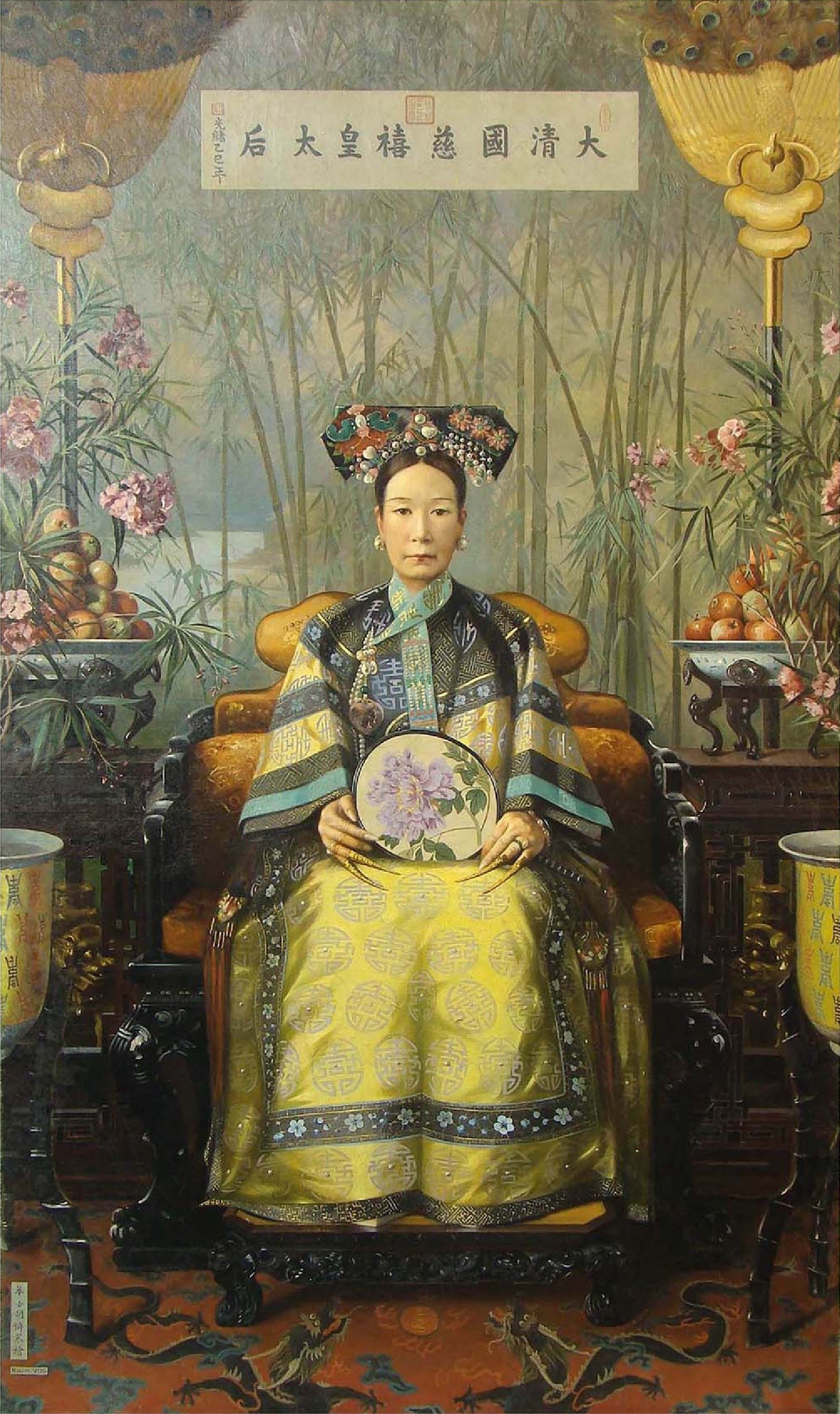
Het realistische tweede portret van de keizerin-weduwe van China Cixi, 1906

Josephus Hubertus (Hubert) Vos (Maastricht, 17 februari 1855 – New York, 8 januari 1935) was een Nederlands-Amerikaanse schilder. Hij was aanvankelijk uitgever en boekverkoper in Maastricht en Brussel, maar ontwikkelde zich later tot een bekend portretschilder.

## Europa
Na zijn uitgeverij en boekhandel te hebben verkocht studeerde hij aan de Academie voor Schone Kunsten in Brussel en aan de École nationale supérieure des beaux-arts in Parijs. Daar kreeg hij onder meer les van Fernand Cormon. Hij trouwde in 1877 met de 22-jarige Belgische Aline Watteau, familie van de beroemde rococoschilder Jean Antoine Watteau, en kreeg met haar een dochter Isolde (Brussel 1881 - 1950) en een zoon Marius (Brussel 1883 - 1974).
Zijn carrière als schilder verliep voorspoedig en hij had tentoonstellingen in Amsterdam, Brussel, Dresden, München en Parijs. Hij beschouwde zichzelf als een vertegenwoordiger van de academische kunst. Tussen 1885 en 1892 werkte hij in Engeland en zijn werk werd tentoongesteld in de Royal Academy of Arts in Londen. Hij begon schilderles te geven en opende verschillende studio’s. Hij legde contact met Engelse kunstenaars zoals James Whistler en hielp mee de Society of British Portrait Painters op te richten.

## Vertrek naar Amerika
In 1892 maakte hij deel uit van een Nederlandse vertegenwoordiging bij de World's Columbian Exposition in Chicago. Hij besloot zich daarna in de Verenigde Staten te vestigen en verkocht de studio’s in Londen. Enkele jaren later liet hij zich nationaliseren. In 1897 ontmoette hij in New York de Hawaïaanse Eleanor Kaikilani. Hij werd prompt verliefd en na drie dagen vroeg hij haar ten huwelijk. Het paar maakte een wereldreis en bezocht Hawaï en Korea. Ook met Kaikilani kreeg hij een dochter, Marguerite. In de eerste jaren van de 20e eeuw trok Vos vervolgens door de Verenigde Staten. Hij schilderde de autochtone bevolking en woonde een tijd bij de Sioux.

## Hubert Vos in deVerboden Stad
In 1905 maakte Hubert Vos een tweede wereldreis. Hij was de eerste Europese schilder die een geïdealiseerd portret maakte van de laatste keizerin-weduwe van China, Cixi (1835-1908). Nadat Hubert Vos de inmiddels al 72-jarige keizerin op 5 juni 1905 had ontmoet schreef hij dat hij “onmiddellijk verliefd op haar” was geworden.
De schilder maakte in eerste instantie een portret van de oude vorstin. De keizerin maakte daartegen bezwaar. Zij wenste niet realistisch te worden afgebeeld en zei: "Ik ben ooit mooi geweest". Hubert Vos begreep dat de keizerin "geen portret maar een monument" wenste. Zij werd daarop "zonder rimpels, hangende mondhoeken of schaduwen op haar gezicht" geschilderd. Op verzoeken van de hofhouding om nog meer wijzigingen in het portret aan te brengen ging Vos niet in.
Hubert Vos besloot om later een realistisch portret van de "Oude Boeddha" zoals men de keizerin was gaan noemen te schilderen. Dit portret kwam in 1906 tot stand en was gebaseerd op de tekeningen die gemaakt waren toen de keizerin poseerde. Ook zij laten een min of meer geïdealiseerd gezicht zien maar op dit in 1906 in Europa geschilderde portret is de keizerin een oude vrouw. Hubert Vos vond in het gedrag en de gelaatstrekken geen sporen van grote wreedheid. Hij vond dat zij "zo wreed was als een vrouw in haar tijd en positie wel moest zijn".
In strijd met de belofte mocht Hubert Vos, die de keizerin slechts viermaal mocht ontmoeten, niet beschikken over ornamenten zoals haar haartooi van parels en vals haar, haar opschik van jade en haar nagelbeschermers.
De keizerin benoemde Hubert Vos tot Ridder in de Orde van de Dubbele Draak. Zij kende hem ook een Chinese naam toe en zij bepaalde met welke karakters deze naam moest worden geschreven.
Over het portret van Hubert Vos van Cixi is een boek geschreven door Anne van Grevenstein. Het doek is in 2008 door Nederlandse en Chinese restauratoren hersteld. Micaela van Rijckevorsel maakte een documentaire over de restauratie.

## Later werk en de kunstzinnige familie
Hubert Vos had eerder al staatsieportretten gemaakt van onder meer koningin Wilhelmina. Hoewel hij ook landschappen, stillevens en ander werk heeft geschilderd is hij vooral bekend als schilder van portretten van rijke en adellijke personen, en om de schilderijen die hij maakte in China, Hawaï, Hong Kong, Indonesië en Korea. Hij stierf aan een longontsteking.
Hubert Vos maakt onderdeel uit van de familie Vos, waaruit zes kunstenaars in drie generaties voortkwamen. Behalve Hubert horen hiertoe de schilder Frans Vos senior, de beeldhouwers Charles en Marius Vos, de schilders Henri en Frans Vos junior. Van de derde generatie maken schilderes Ellen Vos en modeontwerpster Astrid Vos deel uit.

## Galerij

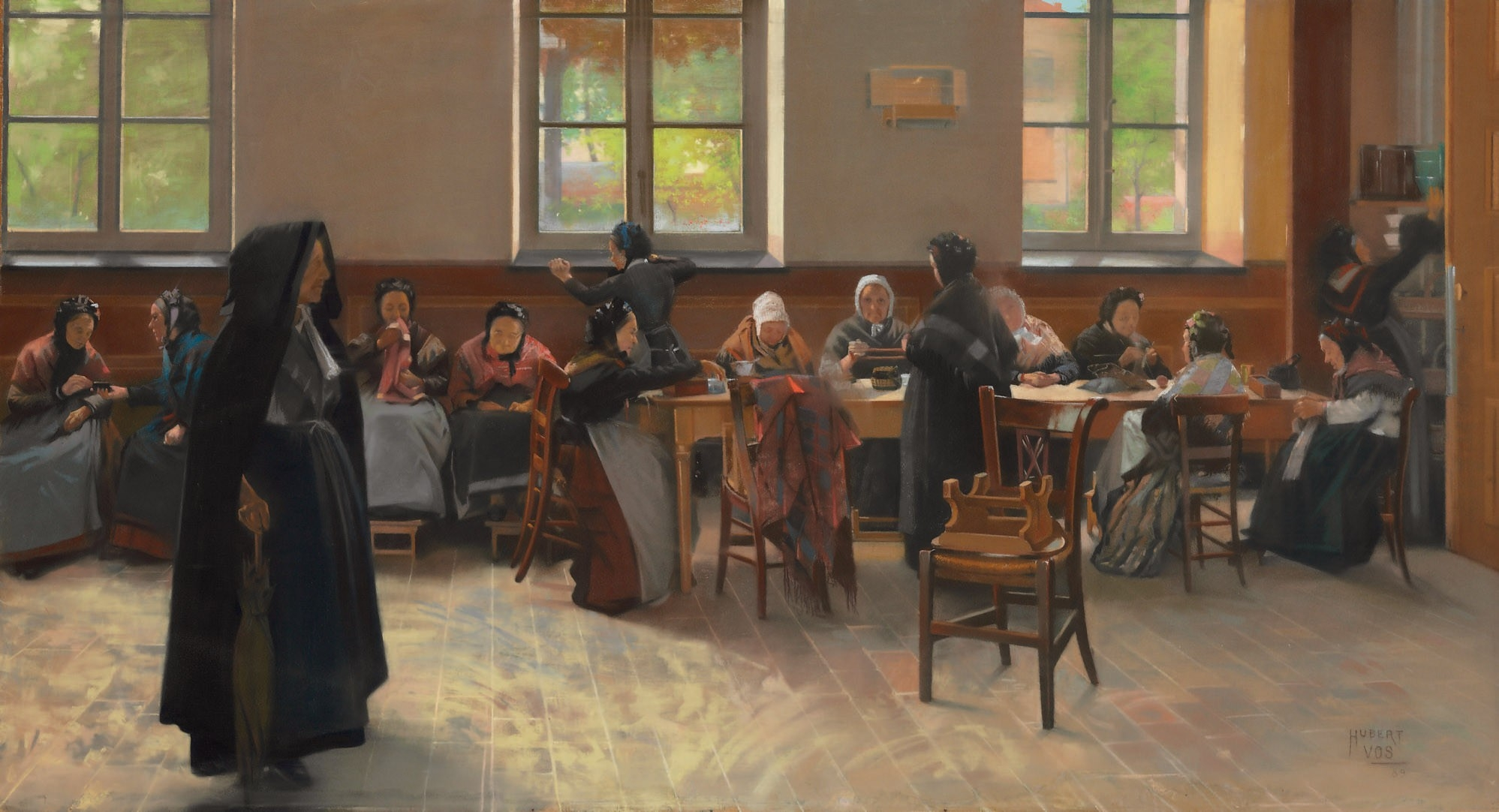
The Knitting Room, 1889
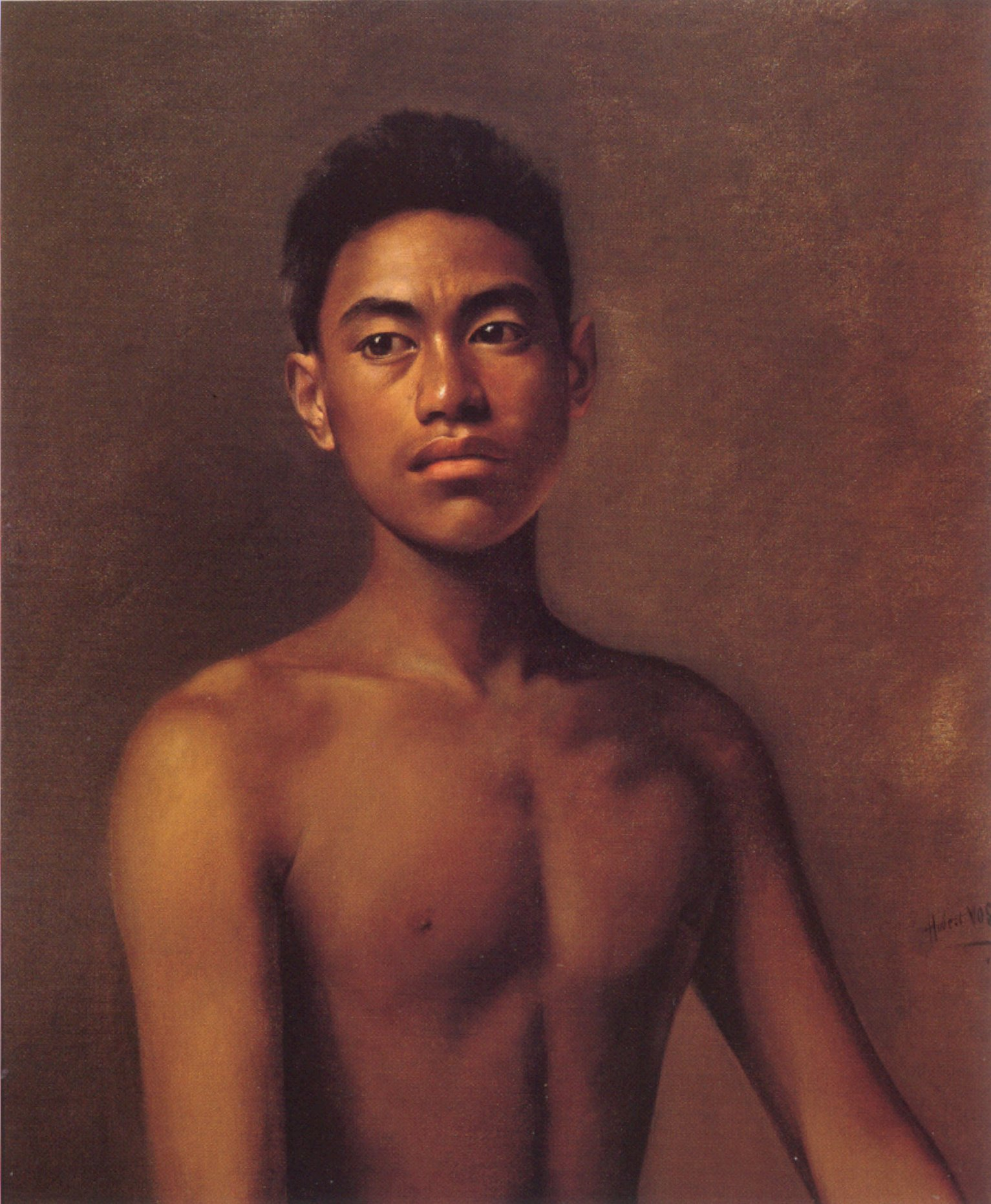
Iokepa, visser Hawaï, 1898
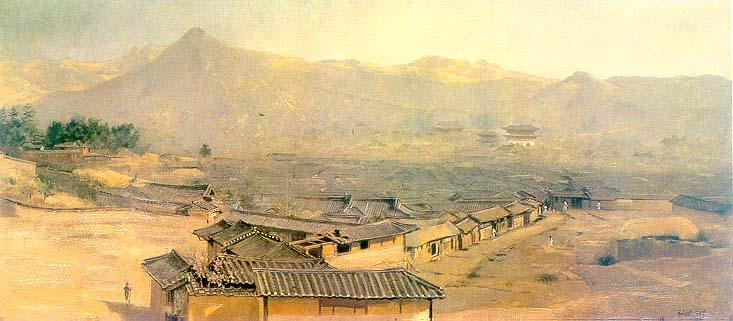
Stadsbeeld van Seoel, 1898
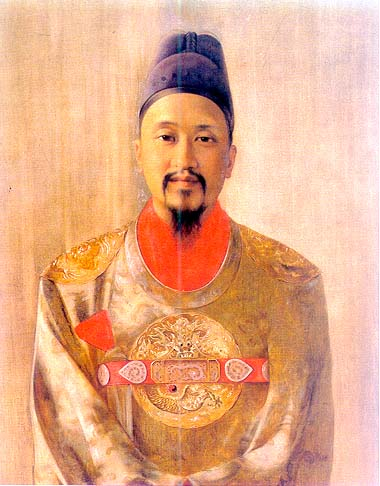
Detail portret van Gojong, koning van de Joseondynastie, 1899
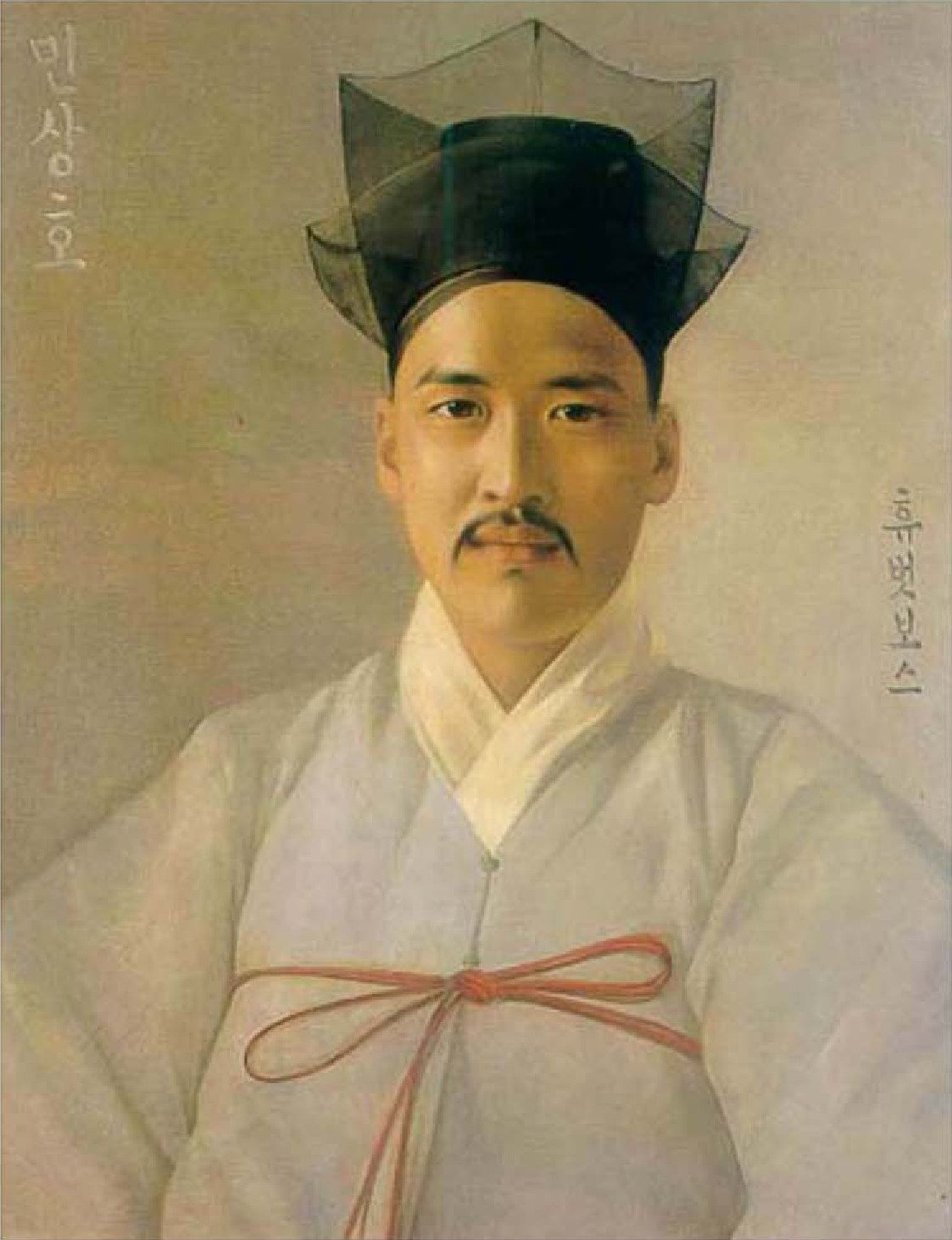
Min Sangho, politicus van de Joseondynastie, 1899
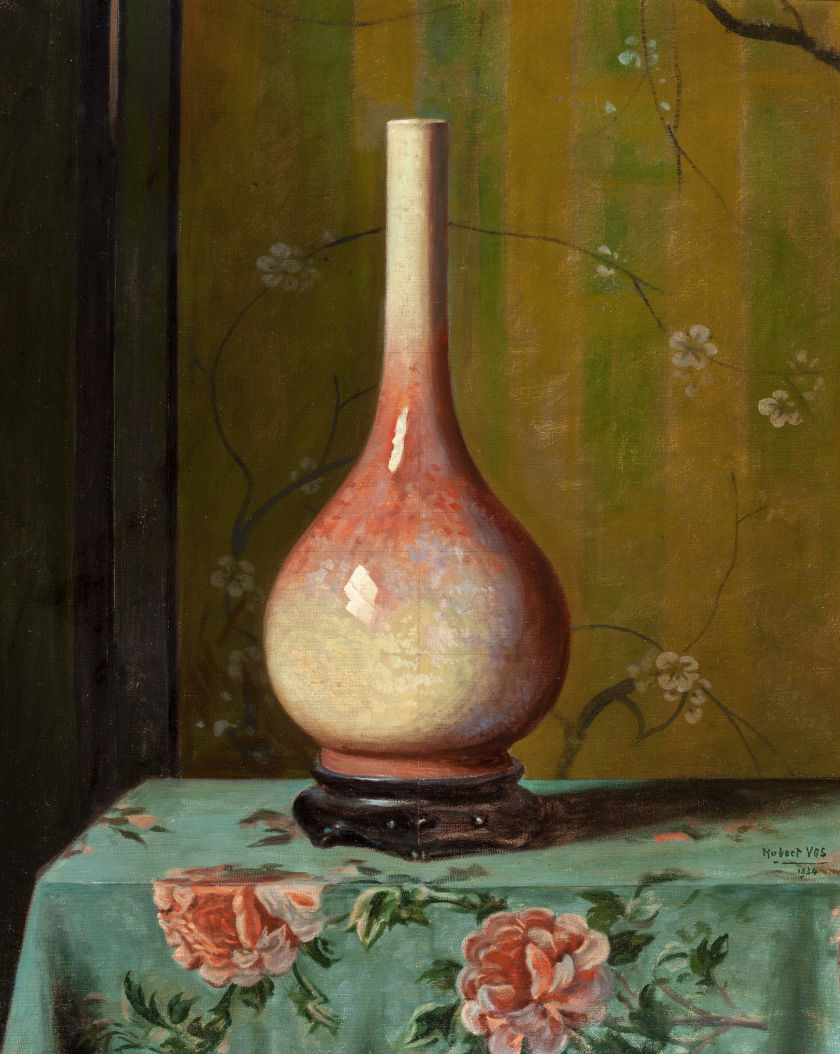
Pink and Green Vase, 1934